# Patrik Mercado
Patrik Kleiver Mercado Altamirano (ur. 31 lipca 2003 w Tenie) – ekwadorski piłkarz występujący na pozycji środkowego pomocnika, od 2022 roku zawodnik Independiente del Valle.